# Ikarus (album)
Ikarus je album Jaromíra Nohavici z roku 2008. Bylo nahráno na osmi koncertech v Ostravě během týdne od 17. do 24. ledna 2008. Obsahuje 15 písní, z nichž většina je nová a složil je Jaromír Nohavica. Pouze Píseň o příteli (č. 4) složil Vladimír Vysockij a Nohavica přeložil text (pravděpodobně v roce 1984). Autorem hudby k písni Ona je na mě zlá (č. 10) je Ludwig van Beethoven.
Vznik alba mohli posluchači podrobně sledovat ve speciální sekci webu Jaromíra Nohavici. Album vyšlo 11. února 2008, ale pouze pro ty, kteří si ho objednali přes web, do distribuce se dostalo až v březnu. V roce 2008 bylo album nejprodávanějším albem v České republice, když se ho prodalo 34 427 kusů.

## Seznam skladeb
1. Já si to pamatuju – 4:52
2. Ty ptáš se mě – 3:39
3. Noe – 2:13
4. Píseň o příteli – 2:39
5. Ježíšek – 2:56
6. Co se to stalo, bratříčku – 2:35
7. Do dne a do roka – 3:22
8. Pro Martinu – 3:11
9. On se oběsil – 2:16
10. Ona je na mě zlá – 1:51
11. Prošel jsem hlubokým lesem – 2:55
12. Ostravian Pie – 2:33
13. Ikarus – 2:53
14. Sloní hřbitovy – 2:08
15. Mám jizvu na rtu – 3:47

## Obsazení
- Jaromír Nohavica – zpěv, kytara

hosté
- Michal Žáček – sopránsaxofon (č. 5), flétna (č. 10)
- Dalibor Cidlinský Jr. – piano (č. 15)

## Seznam koncertů, na kterých bylo album nahráno
- 17. ledna – Dům kultury Akord
- 18. ledna – Kulturní dům Poklad
- 19. ledna – Divadlo Antonína Dvořáka
- 20. ledna – Klub Fabric
- 21. ledna – Dům kultury města Ostravy
- 22. ledna – Kino Hvězda ve Vratimově
- 23. ledna – Nová aula, Vysoká škola báňská - Technická univerzita Ostrava
- 24. ledna – Klub Parník